# 馬哈切克山
66°52′S 68°4′W / 66.867°S 68.067°W
馬哈切克山（英語：Mount Machatschek），是南極洲的山峰，位於葛拉漢地的阿德萊德島北部，處於弗蘭山西南面26公里，根據美國探險隊拍攝的空中照片被繪入地圖，現時由南極條約體系管理。